# Lijst van burgemeesters van Hulsberg
Dit is een lijst van burgemeesters van Hulsberg, een voormalige gemeente in de provincie Limburg. Hulsberg werd per 1 januari 1982 samengevoegd met de toenmalige gemeenten Schimmert en Wijnandsrade en ging op in de gemeente Nuth.
| Ambtsperiode                       | Naam burgemeester                         | Leven     | Partij of stroming | Bijzonderheden |
| ---------------------------------- | ----------------------------------------- | --------- | ------------------ | --- |
| 1800 - 1805                        | Jan Mathijs (J.M.) van Oppen              | 1774-1850 |                    | |
| 1805 - 1808                        | J. Gelders                                |           |                    | |
| 1808 - 1816                        | J.P. Gelders                              |           |                    | |
| 1816 - 1836                        | J.W. Geilekerken                          |           |                    | |
| 1837 - 1842                        | Lambert (L.) Sijben                       | 1775-1847 |                    | |
| 1843 - 1847                        | W. Geilekerken                            |           |                    | |
| 19 januari 1847 - 19 juli 1847     | J.L. Nuchelmans                           |           |                    | Zijn benoeming werd bij Koninklijk Besluit op 19 juli 1847 met terugwerkende kracht ongedaan gemaakt.                                            |
| 19 juli 1847 - 31 december 1856    | J.B. Schoenmaekers                        |           |                    | |
| januari 1857 - juli 1878           | Mathias (M.) à Campo                      | 1807-1882 |                    | Zijn naam komt in kranten, waaronder de Nederlandsche Staatscourant, ook voor als M. Acampo en M.A. Campo. Vader van Hendrikus Hubertus à Campo. |
| juli 1878 - 20 juni 1910           | Hendrikus Hubertus (H.H.) à Campo         | 1840-1914 |                    | Zoon van Mathias à Campo. Vader van Joannes Hubertus Mathias à Campo.                                                                            |
| 1910 - 1923                        | Joannes Hubertus Mathias (J.H.M.) à Campo | 1880-1923 |                    | Zoon van Hendrikus Hubertus à Campo. |
| 1923 - 1953                        | M.A.H.A. Kerckhoffs                       | 1888-1963 |                    | tevens burgemeester van Klimmen (1938-1953) |
| 16 augustus 1953 - 1 februari 1975 | Jules Joseph (J.J.) Kengen                | 1910-2001 |                    | |
| 1975 - 1979                        | Drs. J.L.E.M. Hermans                     | 1941-2014 | VVD                | Aansluitend burgemeester van Hillegom. Vader van Max Hermans.                                                                                    |
| 1979 - 1982                        | Roef (R.) de Vries                        | 1915-1992 | PvdA               | Waarnemend |